# بين تشيس
بين تشيس (بالإنجليزية: Ben Chase) هو لاعب كرة قدم أمريكية أمريكي، ولد في 18 مارس 1923 في بيسبي في الولايات المتحدة، وتوفي في 6 مارس 1998 في باواي في الولايات المتحدة.

## وصلات خارجية
- بين تشيس على موقع مرجع كرة القدم المحترفة.كوم (الإنجليزية)
- بين تشيس على موقع JustSportsStats.com (الإنجليزية)
- بين تشيس على موقع كلية كرة القدم في سبورتس رفرنس.كوم (الإنجليزية)